# Bonifacio II di Spoleto
Bonifacio II (... – 953) fu duca di Spoleto e marchese di Camerino dal 945 alla morte.

## Biografia

### Sotto Rodolfo II di Borgogna
Bonifacio, del clan degli Hucpoldingi, era figlio di Ubaldo I e di una donna dal nome sconosciuto, figlia molto probabilmente di Adalberto I di Toscana, del clan degli Adalbertingi. Gli Hucpoldingi risultarono, dopo le epurazioni del ramo maschile da parte di Ugo di Provenza, gli unici discendenti da parte materna di questa dinastia.
Bonifacio comparve sulla scena nel 922, al momento dell'invasione dell'Italia, retta da Berengario del Friuli, da parte di Rodolfo II di Borgogna, della stirpe dei Rodolfingi. Secondo Liutprando di Cremona, in quella data Bonifacio era già sposato con la sorella di re Rodolfo, Waldrada (chiamata anche Gualdrada). Il matrimonio, combinato dal fratello, serviva evidentemente per creare un'alleanza matrimoniale a scopo preparatorio all'invasione d'Italia. Sempre secondo Liutprando, egli riuscì a ribaltare le sorti della battaglia di Fiorenzuola d'Arda del 17 luglio 923, riuscendo a tendere un'imboscata assieme a un certo conte Gariardo. La battaglia non segnò la sconfitta di Berengario, il quale però, ritiratosi a Verona, venne assassinato poco dopo. Assieme all'arcivescovo di Milano Lamberto e al marchese di Ivrea Adalberto I, egli divenne uno dei maggiorenti di Rodolfo in Italia, divenendo inoltre suo consiliarius. Bonifacio strinse legami matrimoniali con le dinastie preminenti dell'Emilia regione interessata l'insediamento degli Hucpoldingi, anche di parte avversa: ad esempio una sua sorella fu data in sposa ad Almerico I, della dinastia dei Didonidi, in precedenza fedeli a Berengario del Friuli; un'altra sorella venne data in sposa a Suppone IV, appartenente alla dinastia rivale dei Supponidi.

#### Marchioedux?
Bonifacio risulta nel secondo decennio del X secolo marchio e dux, ma tutt'oggi non si conosce l'ambito territoriale a lui affidato. La storiografia gli ha assegnato la marca di Camerino e il ducato di Spoleto, vent'anni prima di quando sia dato per certo, ma ciò è dovuto al fatto che di queste due circoscrizioni territoriali attualmente non si hanno a disposizione delle fonti che possano accertare l'identità del loro possessore (o dei loro possessori), fatto che ha portato ad associare in modo deduttivo queste due circoscrizioni territoriali a Bonifacio. Tuttavia questo e il suo clan non avevano all'epoca interessi fondiari o politici nell'area e, unitamente al fatto che tale associazione è frutto di una deduzione e non delle fonti, è stata avanzata l'ipotesi che egli fu marchio della iudiciaria Mutinensis situata in area emiliana, sede degli interessi fondiari degli Hucpoldingi.
In ogni caso, i due divennero sicuramente duchi e marchesi di Spoleto e Camerino due decenni più tardi, nel 945.

### Sotto Ugo di Provenza
Bonifacio e il suo clan risentirono fortemente dell'ascesa al trono di Ugo di Provenza della stirpe dei Bosonidi, il quale escluse lui e la sua dinastia da ogni honor. Ciononostante, furono gli unici aristocratici, assieme ai Giselbertingi, a non essere uccisi. Questa scelta da parte di Ugo di non eliminare questi due gruppi parentali fu dovuto non alla pietà, ma dal fatto che entrambi non avevano legami diretti con il precedente sovrano; inoltre, Bonifacio era sposato con un membro dinastia dei Rodolfingi, dinastia tenuta in gran considerazione da Ugo.
Per mano di Ugo viene nominata una serie di conti in area modenese e reggiana allo scopo di limitare il potere del clan degli Hucpoldingi, in precedenza aree di insediamento di questi; tra questi conti vi erano esponenti del clan rivale dei Supponidi, nominati conti di Modena (con Suppone IV) e vescovi della stessa città. In questa situazione, Bonifacio contrattò con l'abate del monastero di Nonantola, Ingelberto: egli permutò 1 100 iugeri di campi coltivati e di selve situati nel ferrarese e nel Saltopiano bolognese in cambio di un'unica corte della stessa estensione nella zona di Firenze, probabilmente sugli Appennini, ottenendo quindi dei territori più compatti e protetti in un'area di antico insediamento patrimoniale della dinastia (già Hucpold era riuscire a piazzare la propria figlia Berta nel monastero di S. Andrea di Firenze). Furono ceduti invece possedimenti fondiari difficili da controllare e da mantenere. Dopo quest'ultima attestazione, il clan degli Hucpoldingi scompare nelle fonti per un decennio.

### Marchioedux
Nel 945 Bonifacio (II) e il figlio Tebaldo (II) vengono nominati duchi di Spoleto e marchesi di Camerino, ricomparendo nelle fonti. Il clan degli Hucpoldingi, assieme ad altri grandi del regno e ad alcuni fedeli di Ugo di Provenza, prese parte a un complotto contro il re, volto a sostituirlo con Berengario II d'Ivrea, rafforzati dalla presenza del figlio dello stesso sovrano Uberto, conte di palazzo e marchese di Tuscia e duca di Spoleto. Il legame politico tra gli Hucpoldingi e il figlio ribelle è segnato dal matrimonio di una figlia di Bonifacio, Willa, con Uberto. Quest'ultimo riuscì a mantenere il marchesato di Tuscia, ma perdette il titolo palatino, mentre il ducato di Spoleto lo cedette al suocero Bonifacio e al cognato Tebaldo, che ebbero probabilmente i suddetti titoli in quanto parenti acquisiti.
Bonifacio riuscì, dopo dieci anni di anonimato, a recuperare la posizione di rilievo avuta in precedenza, ma non riuscì in alcun modo a riottenere la precedente preminenza dell'Emilia centro-occidentale, divenuta ormai base territoriale di nuovi gruppi familiari dei Riprandingi, dei Canossa e degli Obertenghi.
Bonifacio morì nel 953, in base ad alcuni atti in cui il figlio Tebaldo appare da solo.

## Famiglia e figli
Bonifacio sposò Waldrada (chiamata anche Gualdrada), della dinastia dei Rodolfingi, prima del 922, figlia di Rodolfo I di Borgogna e di Willa di Provenza. Essi ebbero i seguente figli:
- Tebaldo, duca di Spoleto e marchese di Camerino[14];
- Willa, andata in sposa a Uberto di Toscana, del clan dei Bosonidi[13][14];
- Everardo, vescovo di Arezzo[14]; egli è unico esponente della casata a ottenere una carica ecclesiastica; data la sua politica filo-ottoniana, si presume che nella sua elezione sia stata voluta per volontà ottoniana; eccetto questo caso, gli Hucpoldingi vennero per lo più ignorati da Ottone I[15];
- Adimaro, conte operante in ambito fiorentino-toscano[14][15]; da lui discende il ramo della famiglia detta degli Adimari, che ereditò gli interessi del gruppo parentale nel fiorentino[16]; egli ebbe diversi figli[17], tra cui Willa, che andò in sposa a Tedaldo di Canossa[18][19];
- Ubaldo II, duca e marchese[14] († entro il 981)[20]; sposò una certa Waldrada[14]; di lui si sa poco, ma sembra che il suo raggio d'azione patrimoniale fosse nell'Appennino bolognese[21]; egli ebbe come figli Gisla-Willa, che sposò il conte Tegrimo (II) (ascendente della dinastia dei Guidi e cugini terzi)[22][23], e Adalberto II, che sposò una certa Bertilla; questa coppia ebbe Bonifacio III, divenuto margravio di Toscana[21]; un altro figlio della coppia fu Walfredo, sposatosi con un'esponente della dinastia dei Severi dal nome sconosciuto, i quali ebbero due figli: il conte Ubaldo e soprattutto il duca di Spoleto Ugo III[14]; l'ultimo figlio della coppia fu Adalberto (III), all'epoca probabilmente minorenne[24], da cui derivano i conti di Romena-Panico[25];
- Adalberto I, conte operante nel bolognese nell'area della iudiciaria Mutinensis, antico possedimento paterno perduto, di cui probabilmente la dinastia riuscì a conservare qualcosa[21][26]; egli sposò Anna, vedova dal 944 di Guido, appartenente alla famiglia dei Bertaldingi[3][27], ed essi ebbero una figlia di nome Ermengarda[14].

### Integrative
1. ↑  Per la figura di Gariardo, comites attivo nel novarese, vedi la sua pagina Treccani. Egli è citato da Liutprando come un comites, quando in realtà ebbe questo titolo tempo dopo la battaglia. (Ibid, p. 282)

### Bibliografiche
1. ↑  Manarini, p. 59.
2. ↑  Manarini, p. 324.
3. 1 2  Manarini, p. 72.
4. 1 2 3 4  Manarini, p. 59.
5. 1 2 3   Liutprando da Cremona, Libro II, in Alessandro Cutolo (a cura di), Tutte le opere: La restituzione - Le gesta di Ottone I - La relazione di un'ambasciata a Costantinopoli, traduzione di Alessandro Cutolo, Milano, Bompiani, 1945,  p. 107.
6. 1 2  Manarini, pp. 53-54.
7. ↑  Manarini, p. 60.
8. ↑  Manarini, p. 62.
9. 1 2 3  Manarini, pp. 62-63.
10. 1 2 3  Manarini, pp. 63-64.
11. ↑  Manarini, p. 65.
12. ↑  Manarini, pp. 64-65.
13. 1 2 3 4 5 6 7 8  Manarini, pp. 66-67.
14. 1 2 3 4 5 6 7 8  Manarini, p. 325.
15. 1 2  Manarini, p. 70.
16. ↑  Manarini, p. 132.
17. ↑  Manarini, pp. 133-134.
18. ↑  Manarini, p. 326.
19. ↑  Manarini, pp. 129-131.
20. ↑  Manarini, p. 94.
21. 1 2 3  Manarini, p. 71.
22. ↑  Manarini, p. 73.
23. ↑  Manarini, p. 87.
24. ↑  Manarini, p.137, nota 132.
25. ↑  Manarini, p. 137.
26. ↑  Manarini, pp. 88-92.
27. ↑  Manarini, p. 89.